# 百路佳
江西凯马百路佳客车有限公司（英語：Jiangxi Kama Business Bus Co., Ltd.，简称：百路佳客車、BLK）是中国恒天和江西南昌公共交通运输集团有限责任公司一同投资分别占50%和31%的子公司。
原名「江西客車廠」，為中國國有客車生產企業，成立於1969年，位於江西省南昌市昌北國家經濟技術開發區。该厂於2007年重組為江西百路佳(BCI)客車有限公司。2010年12月，中國恆天集團透過收購和增資，取得江西百路佳客車有限公司60%以上股權，百路佳成为其子公司。2011年4月16日重組揭牌，更名為中國恒天·百路佳(BLK)客車有限公司。
公司官网宣称是中國第一家大量出口美國、澳大利亞的客車製造商。

## 历史
- 1969年12月1日成立
- 2002年11月22日，江西客车厂更名为江西凯马百路佳客车有限公司。[8]注册资本为3000万人民币，南昌市国营管理有限公司200万人民币、中泰凯马股份有限公司2800万人民币。
- 2004年11月4日股东中泰凯马股份有限公司改名为华源凯马股份有限公司，持股比例不变。
- 2007年9月19日，华源凯马退出，改由南昌市国有工业资产经营管理有限公司全资，9月30日改为南昌经济技术开发区管理委员会全资控股；
- 2007年12月到2009年7月经过多次投资股份变成：上海聚邦汽车技术发展有限公司,2200.0(万元)24.4444%、厦门德兴隆实业发展有限公司,2800.0(万元)31.1111%、南昌经济技术开发区投资控股有限公司,3000.0(万元)33.3333%、君徽投资有限公司,1000.0(万元)11.1111%。
- 2010年12月，中國恆天集團透過收購和增資，取得江西百路佳客車有限公司60%以上股權[4]
- 2011年10月25日，郑州恒天车辆有限公司持有股份占62.33%。
- 2017年7月21日，江西南昌公共交通运输集团有限责任公司投资入股成为仅次于恒天的第二大股东占31.3381%；南昌公交在2011年开始陆续采购百路佳公交，2017年时百路佳公交在南昌占比较高。
- 2021年公司和母公司中国恒天一样logo从《中国恒天》改为《国机集团》。